# Stanisław Pozdniakow
Stanisław Aleksiejewicz Pozdniakow (ros. Станислав Алексеевич Поздняков; ur. 27 września 1973 w Nowosybirsku) – radziecki i rosyjski szermierz, szablista, pięciokrotny medalista olimpijski, wielokrotny medalista mistrzostw świata i Europy.

## Kariera sportowa
W 1982 roku rozpoczął przygodę z szermierką w DSO Spartak Nowosybirsk. Jego mentorem został Boris Pisecki, pod którego kierunkiem sportowiec trenował przez całą swoją karierę. W 1989 roku w Ałma-Acie (Kazachska SRR) zdobył młodzieżowe mistrzostwo ZSRR.
Na igrzyskach olimpijskich w Barcelonie w 1992 roku reprezentacja Wspólnoty Niepodległych Państw w składzie: Grigorij Kirijenko, Aleksandr Szyrszow, Heorhij Pohosow, Wadym Hutcajt i Stanisław Pozdniakow zdobyła złoty medal w rywalizacji drużynowej. Podczas rozgrywanych cztery lata później igrzysk olimpijskich w Atlancie wywalczył złoty medal indywidualnie, pokonując w finale swego rodaka, Siergieja Szarikowa 15:12. Na tej samej imprezie razem z Szarikowem i Kirijenko zdobył też złoty medal drużynowo. Kolejny złoty medal wywalczył na igrzyskach olimpijskich w Sydney w 2000 roku, razem z Szarikowem i Aleksiejem Frosinem ponownie zwyciężając w turnieju drużynowym. W zawodach indywidualnych zajął tym razem dziewiąte miejsce. Podczas igrzysk olimpijskich w Atenach w 2004 roku reprezentacja Rosji w składzie: Siergiej Szarikow, Aleksiej Djaczenko, Stanisław Pozdniakow i Aleksiej Jakimienko zajęła drużynowo trzecie miejsce. Indywidualnie tym razem zajął szóste miejsce. Brał też udział w igrzyskach olimpijskich w Pekinie w 2008 roku, gdzie był czwarty drużynowo i siedemnasty indywidualnie.
Na mistrzostwach świata w Atenach w 1994 roku razem z Aleksiejem Jermołajewem, Grigorijem Kirijenko i Aleksandrem Szyrszowem wywalczył złoty medal w zawodach drużynowych. Na tej samej imprezie był też drugi w turnieju indywidualnym, przegrywając w finale z Niemcem Felixem Beckerem. W kolejnych startach wielokrotnie zdobywał złote medale, w tym indywidualnie na mistrzostwach świata w Kapsztadzie (1997), indywidualnie i drużynowo na mistrzostwach świata w Nîmes (2001) oraz na mistrzostwach świata w Lizbonie (2002), drużynowo na mistrzostwach świata w Hawanie (2003) i mistrzostwach świata w Lipsku (2005) oraz indywidualnie podczas mistrzostw świata w Turynie (2006) i mistrzostw świata w Petersburgu (2007). Ponadto w zawodach tego cyklu zdobył jeszcze cztery kolejne srebrne medale oraz dwa brązowe.
Wielokrotnie zdobywał także medale mistrzostw Europy, w tym złote: indywidualnie mistrzostwach Europy w Krakowie (1994), drużynowo na mistrzostwach Europy w Funchal (2000), indywidualnie i drużynowo na mistrzostwach Europy w Koblencji (2001), mistrzostwach Europy w Moskwie (2002), mistrzostwach Europy w Bourges (2003) i mistrzostwach Europy w Kopenhadze (2004) oraz drużynowo podczas mistrzostw Europy w Zalaegerszeg (2005), mistrzostw Europy w Gandawie (2007) i mistrzostw Europy w Kijowie (2008).

## Osiągnięcia

### Igrzyska olimpijskie
- Czterokrotny mistrz olimpijski w szermierce:

| Igrzyska       | Miejsce   | Rok  | Konkurencja  | Rezultat   |
| -------------- | --------- | ---- | ------------ | ---------- |
| Barcelona 1992 | Barcelona | 1992 | szabla druż. | 1. miejsce |
| Atlanta 1996   | Atlanta   | 1996 | szabla ind.  | 1. miejsce |
| Atlanta 1996   | Atlanta   | 1996 | szabla druż. | 1. miejsce |
| Sydney 2000    | Sydney    | 2000 | szabla druż. | 1. miejsce |
| Ateny 2004     | Ateny     | 2004 | szabla druż. | 3. miejsce |

### Mistrzostwa świata
- Dziesięciokrotny mistrz świata:

1997, 2001, 2002, 2006, 2007 - mistrzostwa indywidualne;
1994, 2001, 2002, 2003, 2005 - mistrzostwo drużynowe.
- Pięciokrotny srebrny medalista mistrzostw świata:

1994, 1999, 2005 - mistrzostwa indywidualne;
1995, 1997 - mistrzostwo drużynowe.
- Brązowy medalista mistrzostw świata:

2006 - mistrzostwo drużynowe.

### Mistrzostwa Europy
- Trzynastokrotny mistrz Europy:

1994, 2001, 2002, 2003, 2004 - mistrzostwa indywidualne;
2000, 2001, 2002, 2003, 2004, 2005, 2007, 2008 - mistrzostwa drużynowe.
- Czterokrotny brązowy medalista mistrzostw Europy:

2000, 2007 - mistrzostwa indywidualne;
1998, 2006 - mistrzostwa drużynowe.

### Nagrody
1. Order Zasługi dla Ojczyzny IV stopnia (19 kwietnia 2001)
2. Order Aleksandra Newskiego (17 sierpnia 2023)
3. Order Honorowy (6 stycznia 1997)
4. Order Przyjaźni (18 lutego 2006)
5. Medal Orderu Zasługi dla Ojczyzny II stopnia (22 maja 2017 r.)

## Życie prywatne[1]
Rodzicami są Aleksiej Wasiljewicz i Olga Siergiejewna Pozdniakowa. Ojciec był lekarzem wojskowym, a matka położnikiem-ginekologiem. W 1990 r. Stanisław Pozdniakow rozpoczął studia na Wydziale Zautomatyzowanych Systemów Sterowania Nowosybirskiego Instytutu Elektrotechnicznego (obecnie Wydział Automatyki i Inżynierii Komputerowej Nowosybirskiego Państwowego Uniwersytetu Technicznego). Był jego studentem do 1996 roku, po czym przeniósł się na Wydział Wychowania Fizycznego Państwowego Uniwersytetu Pedagogicznego w Nowosybirsku. Studia ukończył w 1999 roku z tytułem nauczyciela kultury fizycznej. Następnie rozpoczął studia doktoranckie na tej samej uczelni. Jego hobby to alpinizm. Pierwszego ważniejszego wejścia dokonał w 2008 roku w Ałtaju osiągając wysokość 3500 metrów.
Jego żoną jest Anastasija Borisowna Pozdniakowa (Анастасия Борисовна Позднякова). Mają dwie córki, Sofiję i Annę, które również zajmują się sportem. Sofija jest mistrzynią świata, Europy i olimpijską w szermierce. Młodsza córka, Anna jest mistrzynią świata w koszykówce 3x3 do lat 23.

## Pełnione funkcje po zakończeniu kariery sportowej[1]
- Przewodniczący Rosyjskiego Komitetu Olimpijskiego (od 29 maja 2018)

- Członek Komitetu Wykonawczego Stowarzyszenia Narodowych Komitetów Olimpijskich (ANOC), Przewodniczący Komisji ANOC ds. Kultury i Edukacji (od grudnia 2018)[16]

- Prezydent Europejskiej Federacji Szermierczej (2016-2022)[17][18]

- Członek Komitetu Wykonawczego Międzynarodowej Federacji Szermierczej (od 2012)[19]

- Deputowany Nowosybirskiej Obwodowej Rady Deputowanych Ludowych, członek frakcji Jedna Rosja (od 2005 do 2010)

- Pułkownik Sił Zbrojnych Federacji Rosyjskiej

- Stanowy, starszy trener rosyjskiej reprezentacji szermierki (wszystkie rodzaje broni)
- Pierwszy wiceprzewodniczący Rosyjskiego Komitetu Olimpijskiego (2016-2018)
- członek Międzynarodowego Komitetu Olimpijskiego[20]
- Współzałożyciel autonomicznej organizacji non-profit „Syberyjskie Regionalne Centrum Szermierki im. Stanisława Pozdniakowa” (Nowosybirsk) oraz funduszu wspierania inicjatyw społecznych „Jedność” (Nowosybirsk)[21].